# Lalanne-Trie
Lalanne-Trie település Franciaországban, Hautes-Pyrénées megyében. Lakosainak száma 118 fő (2022. január 1.). Lalanne-Trie Lapeyre, Lubret-Saint-Luc, Trie-sur-Baïse és Vidou községekkel határos.

## Népesség
A település népességének változása:
| Lakosok száma | 113  | 109  | 115  | 118  | 118  | 119  | 117  | 118  |
|               | 2013 | 2015 | 2017 | 2018 | 2019 | 2020 | 2021 | 2022 |